# Beatriz de Tenda
Beatriz Cane, erroneamente conhecida pela História como Beatriz Láscaris de Tenda (c. 1370/1372 – Castelo de Binasco, 13 de setembro de 1418) foi uma nobre italiana. Ela foi condessa de Biandrate pelo seu primeiro casamento com o seu primo, Facino Cane. Após ficar viúva, Beatriz herdou uma enorme quantidade de dinheiro, terras e soldados, recursos preciosos os quais trouxe para o seu novo marido, Filipe Maria Visconti, o duque de Milão, que fez uso deles para conquistar mais territórios. No entanto, o seu poder não foi o suficiente para impedir que a duquesa caísse numa armadilha elaborada pelo próprio marido, que desejava se livrar de Beatriz, cujo destino foi ser torturada, e em seguida, decapitada, devido a acusações de suposto adultério com um trovador, em 1418.

## Família e Identidade
A nobre era referida apenas como Beatriz na maioria das fontes de seu tempo. Ela foi identificada como "Beatriz Tenda" por Bernardino Corio, na sua história sobre Milão, publicada em 1503. Por isso, ela foi considerada, por muito tempo, um membro da família de Ventimiglia, do ramo dos Láscaris, dos conde de Tende (em italiano:  Tenda), uma comuna na França. Esse ramo era descendente através da linhagem feminina da Família Láscaris do Império de Niceia pelo casamento de Guilherme Pedro I, conde de Ventimiglia e senhor de Tende com a princesa bizantina, Eudóxia Láscaris.
Não se sabia ao certo a identidade dos pais de Beatriz, até recentemente. Algumas fontes declararam que eles eram Pedro Balbo Lascaris, conde de Ventimiglia e senhor de Tende, e, talvez, Margarida del Carretto da família dos marqueses de Finale, ou então de Margarida com Antônio, também conde de Tende. Já Père Anselme identifica o pai de Beatriz como Guilherme Pedro III Lascaris. Caso esse último fosse o candidato correto, então, ela era irmã do conde de Tende, Antônio II Lascaris, um vassalo do duque de Saboia; contudo, é possível que o pai do conde fosse, na verdade, Guilherme Pedro IV Lascaris, pois, assim como com Beatriz, havia uma incerteza à relação ao parentesco de Antônio. 
Outra hipótese era a de que ela era filha de Pedro Balbo, com o nome de Catarina, tendo ela se casado no dia 5 de setembro de 1403. Aparentemente, ela teria mudado o seu nome para Beatriz, pois o seu marido odiava o nome Catarina. No entanto, documentos de fontes primárias que foram analisados recentemente, revelaram, que na realidade, ela era a filha de Ruggero Cane, um capitão e diplomata a serviço de Bernabé Visconti, senhor de Milão, e de João Galeácio Visconti, duque de Milão, e, portanto, era prima do primeiro marido, Facino. Sua mãe era Jacobina (em italiano:  Giacobina) Asinari, esposa de Ruggero.

## Biografia

### Primeiro casamento
Considerada linda, gentil nas maneiras e nos costumes, no meio da década de 1390, Beatriz casou-se com o seu primo, o futuro conde de Biandrate, Facino Cane de Monferrato; ironicamente, Facino foi investido com o título pelo futuro segundo marido de Beatriz, Filipe Maria. Facino, conhecido como "o Terrível", era um condotiero, que normalmente servia ao visconde de Milão. Além de governar um condado, também era senhor de uma grande quantidade de cidades na Itália.
Facino tratava a esposa com muita consideração e respeito, além de dividir as suas honras e tesouros com ela. Linda, gentil nas maneiras e nos costumes, e ao mesmo tempo corajosa o suficiente para acompanhar o marido nos perigos da guerra, ela era muito amada por ele e exercia grande influência sobre o marido. Nas batalhas, ela se mostrou bastante envolvida e combativa. A condessa também foi capaz de desempenhar o papel de conselheira calma durante a luta do conde pela conquista do poder sobre o ducado de Milão. Ela morava no palácio de Filippo Roncavieri, onde dava esmolas para pessoas carentes.
Facino morreu na data de 16 de maio de 1412, na cidade italiana de Pavia, no mesmo dia do assassinato de João Maria Visconti, o segundo duque de Milão, filho de João Galeácio Visconti, a quem o pai de Beatriz servira. O conde foi enterrado sem cerimônia três dias após sua morte na Igreja de São Agostino em Pavia, e posteriormente, o corpo foi transferido para a igreja de São Francisco sem uma inscrição ou monumento na tumba.
A morte do marido, que estava cotado para se tornar o próximo duque de Milão caso não tivesse morrido antes, deixou a sua viúva muito rica. Beatriz possuía a quantia de 400.000 ducados, o domínio das cidades e terras que pertenciam ao marido falecido, e muitos soldados a sua disposição.

### Segundo casamento
O próximo duque de Milão foi Filipe Maria Visconti, irmão de João Maria, que antes estava em isolamento antes da sucessão. Alguns membros do seu conselho aconselharam o duque a casar-se com Beatriz, apesar do fato de que a condessa viúva, cuja riqueza pessoal e controle territorial superavam em muito os de Filipe, ser vinte anos mais velha do que o duque de Milão. Ela trouxe consigo os 400.000 ducados de ouro e algumas cidades importante da região do Piemonte, como Alexandria, Novara, Tortona e Vercelli, além de Valenza, Breme, Varese e Vigevano. Beatriz também trouxe consigo um  exército endurecido pela batalha, comandado por generais talentosos, principalmente o conde Francisco de Carmagnola.  Segundo Gioffredo della Chiesa, a condessa viúva tinha conhecimento de todos os assuntos do falecido marido e os capitães do exército lhe prestaram juramento de lealdade.
Ela trouxe consigo homens capazes que serviram ao primeiro marido também. O cronista veneziano Redusi lembra que, com a ajuda de Carmagnola, Beatriz recuperou Alexandria ameaçada pela Casa de Guelfo. Ela também tinha a seu serviço Iacopino de Gambis de Vercelli, que aparentemente já havia sido secretário de João Galeácio Visconti e com a morte de Facino, passou diretamente para o serviço de Beatriz. Em julho de 1412, Gambis assinou a confirmação dos pactos com o povo de Mortara em nome de Beatriz como «ducissa Mediolani comitissaque Papiae etc.» Outro oficial era Zanino Ricci, que foi chanceler e escriba de Facino e depois da viúva Beatriz, passando, em 1412, aos serviços de Filippo Maria Visconti. Através de registros históricos, pode concluir queo governo do ducado, durante alguns anos, esteve firmemente nas mãos de Ricci, que cuidou de importantes assuntos de Estado e deu conselhos muito procurados para Visconti, juntamente com Oldrado Lampugnani, Sperone da Pietrasanta e alguns outros homens de confiança.
Beatriz e Filipe se casaram no dia 24 de julho de 1412, dois meses após a morte de Facino. Após ter obtido os recursos da esposa, ele facilmente foi capaz de conquistar e derrotar vários outros soberanos de pequenos estados vizinhos. Construindo sobre o alicerce de Facino Cane, ele reconstituiu um país que começou a ser comparado àquele de seu pai, João Galeácio Visconti, que desmoronou sob o governo de seu antecessor e irmão, João Maria.
Ao que parece, nos primeiros anos de união, não só houve boas relações entre os cônjuges, mas a sabedoria e a bondade de Beatriz tiveram grande influência sobre Filipe. O marido deu várias cidades à esposa: Abbiategrasso, Monza, Pontecurone, Voghera, e Mortara e manteve-a quase como participante do governo. Dessas, Abbiategrasso e Mortara já tinham pertencido à Facino.
Contudo, apesar da grande riqueza material, territorial e força militar que ela havia trazido para o novo marido, Filipe passou a ressentir Beatriz. São citados vários os motivos para isso, tais como ciúmes da reputação de Facino Cane, a quem o duque devia a sua fortuna, ou do próprio poder dela, ou porque ela era mais velha do que o duque. Ela também não teve filhos com ele, e Filipe favorecia a sua amante, Inês del Maino, muito mais jovem do que a duquesa de Milão. Além disso, segundo Deciembro, ele não suportava Beatriz devido ao seu caráter forte e invasivo, que, supostamente, tratava o duque quase como um tutor.

### Tortura e execução

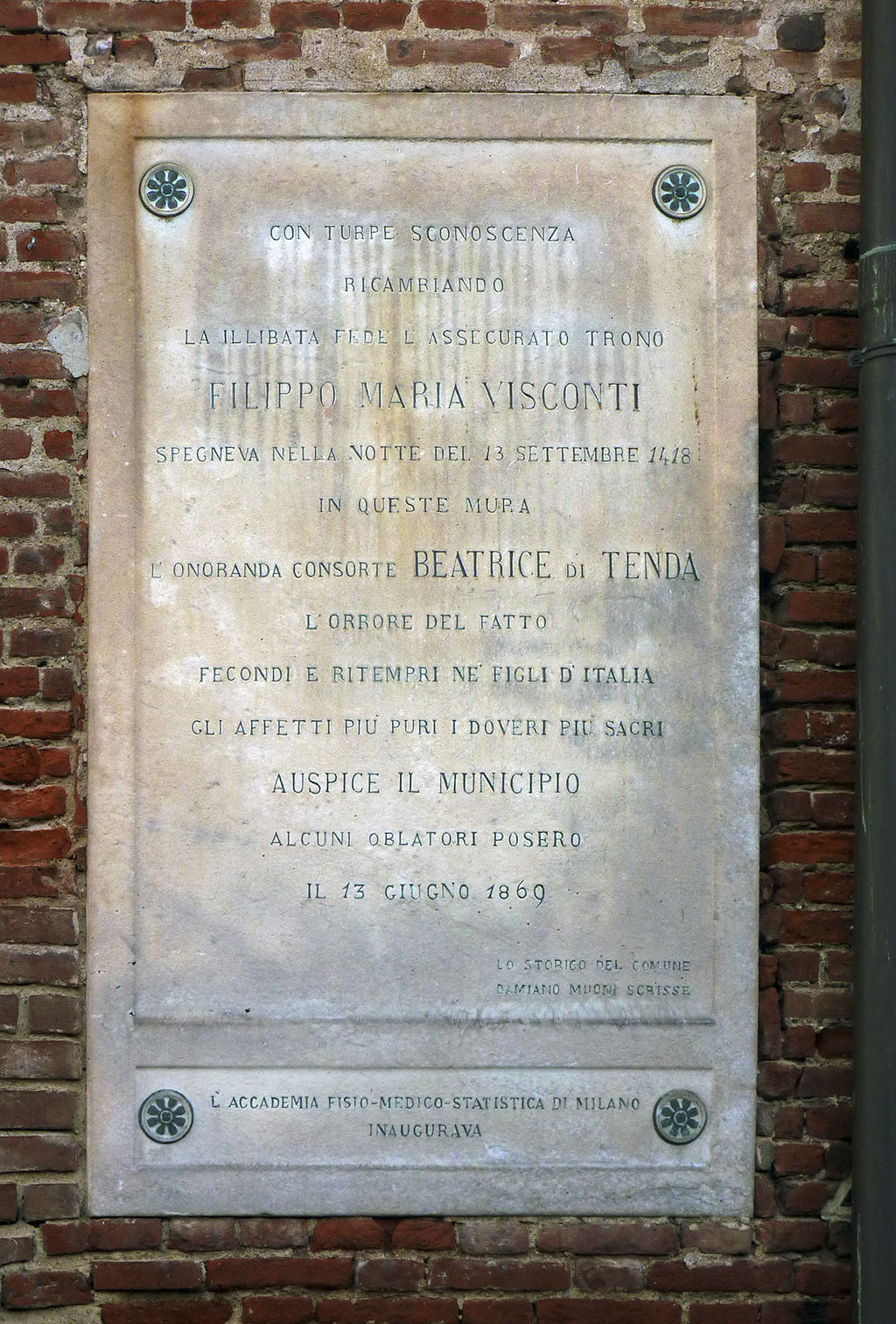
Placa na parede do castelo de Binasco dedicada, em 13 de junho de 1869, pelo município para relembrar a morte de Beatriz.

Incapaz de renunciar a esposa publicamente, ele decidiu criar uma armadilha de adultério para Beatriz, algo comum entre a nobreza naquela época. Dentro o agregado doméstico da duquesa encontrava-se um jovem trovador de nome Michelle Orombelli, que também era seu amigo, e que, com frequência, entretinha a duquesa tocando o alaúde e cantando canções. Para evitar qualquer tentativa de uma revolta popular com o objetivo de libertar Beatriz, no dia 23 de agosto de 1418, o duque ordenou que os portões da cidade de Milão fossem trancados até a hora do almoço, e mandou que os seus homens capturassem a duquesa, o trovador e duas das aias de Beatriz e levassem o grupo até o Castelo de Binasco, na Lombardia. Dentro do confinamento do castelo, os captores torturam os prisioneiros. As criadas confessaram que viram a sua senhora sentada na cama com Oreombelli, enquanto ele tocava o alaúde para ela. O trovador, por sua vez, foi forçado sob tortura a confessar o adultério. Embora a duquesa de Milão tenha recebido vinte e quatro chibatadas, não se declarou culpada ao seu confessor.
O jurista, Gasparino de' Grassi Castiglione, declarou que Beatriz, o trovador e as empregadas eram culpados de adultério, ou de ser cúmplices do mesmo, e os sentenciou à morte. A duquesa foi decapitada no pátio do castelo no dia 13 de setembro de 1418, assim como as suas aias e Michelle Orombelli. Como Beatriz era muito amada e querida pelo povo, o julgamento e a execução ocorreram na calada da noite, nas masmorras do castelo. Antes do golpe certeiro do carrasco, contudo, mais uma vez os acusados foram colocados sob tortura. Beatriz, por sua vez, se dirigiu à Filipe num discurso muito nobre, o qual foi transmitido por uma testemunha. Após recriminá-lo por pronunciar falsidades, ela se virou para Deus e fez uma oração solene.
As vítimas foram enterrados no pátio do castelo sem um memorial. A reputação dela continuou intocada através de seu legado, apesar de seu fim violento. 

## Legado literário e histórico
Algumas ruas foram dedicadas a ela, uma em Binasco e outra em Tenda no Vale Roia.
Na sua revisão do livro sobre a História de Milão de Bernardino Corio, Angelo Butti e Luigi Ferrario perceberam que pessoas contemporâneas da época de Beatriz tinham opiniões diferentes sobre ela. Eles escreveram que Rainaldi and Fleury alegaram que Beatriz conspirou contra Filipe Maria Visconti, por meio de correspondências secretas com o Bispo de Passau e o conde de Oettingen in Bayern, na Alemanha, e que eles enviaram embaixadores até o imperador Sigismundo. Eles notaram que Pier Candido Decembrio, secretário de Filipe Maria, condenou abertamente a sua suposta natureza petulante e gananciosa. A dupla ainda registrou que Andrea Biglia, um humanista e frei agostiniano, escreveu que Beatriz já estava em idade avançada, e não poderia mais atrair o marido, ou oferecer a possibilidade de filhos.
Segundo muitos relatos, Beatriz era uma mulher inteligente que se preocupava com o estado dos assuntos políticos. Sua reputação de honestidade e modéstia fizeram dela uma mártir aos olhos de muitas pessoas, e muitos autores foram inspirados por sua história. Um livro escrito por Carlo Tedaldi-Fores, inspirou o compositor Vincenzo Bellini a escrever a ópera Beatrice di Tenda, que foi apresentada pela primeira vez no dia 16 de março de 1833 no Teatro La Fenice, em Veneza.
A escritora Sarah Hale incluiu um artigo elogioso sobre Beatriz na enciclopédia Woman's record; or, Sketches of all distinguished women from the creation to A.D. 1854. A duquesa também aparece como uma personagem pequena na ficção histórica Bellarion the Fortunate por Rafael Sabatini.